# Krewetkowiec

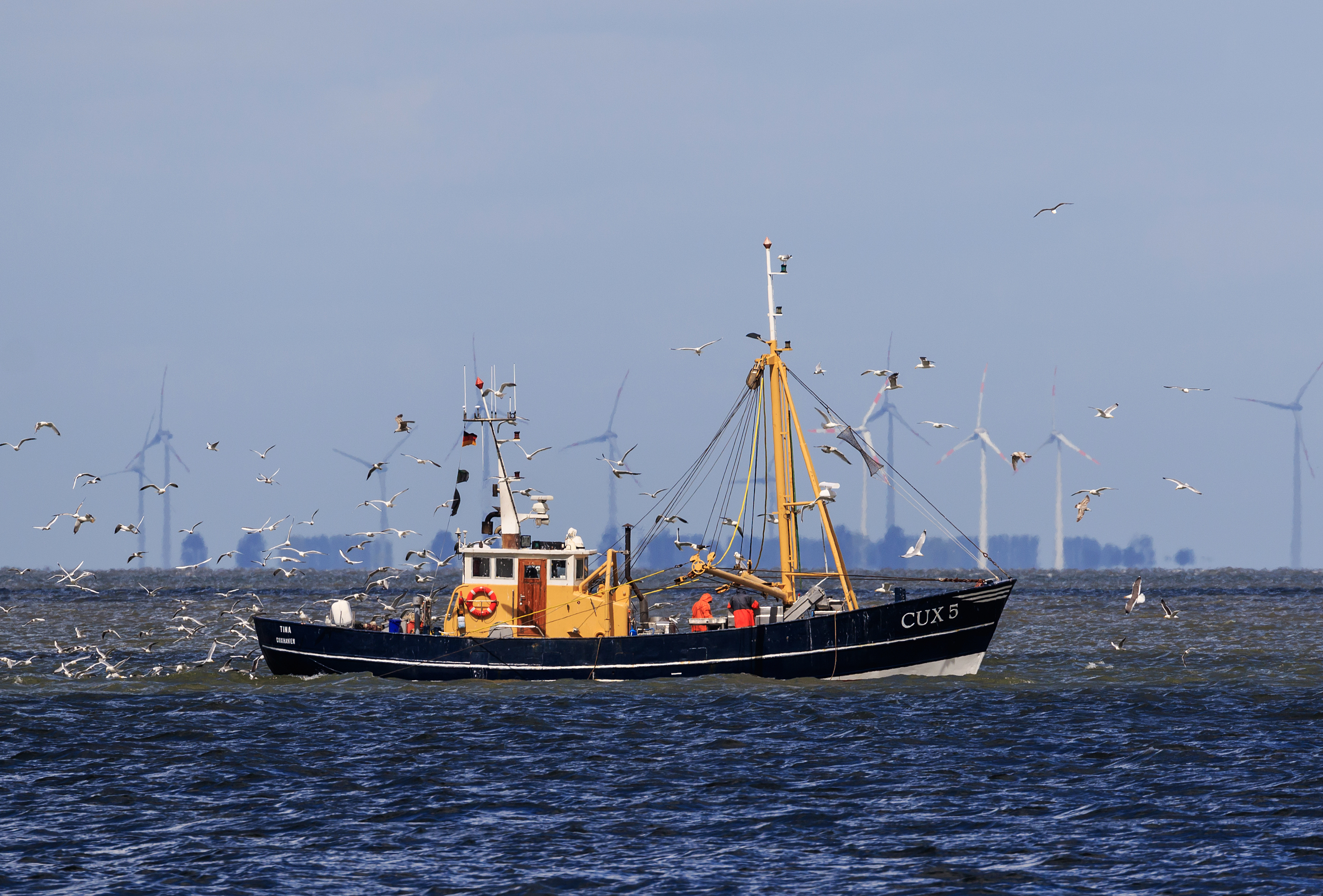
Krewetkowiec w okolicy portu w Cuxhaven

Krewetkowiec – płaskodenny statek rybacki przeznaczony do połowu krewetek. 
Charakterystyczną cechą krewetkowców są dwa wysokie i wysunięte daleko poza burty statków ramiona łowcze - rodzaj dźwigni. Krewetkowce operują w Europie głównie na obszarze Morza Północnego (Holandia, Niemcy i Wielka Brytania). Jednostki pływające nie przekraczają z reguły 20 metrów długości i 4,5 metra szerokości.
Krewetkowce operują również na akwenach Zatoki Meksykańskiej. Używane tam jednostki są większe od europejskich (przekraczają długość 30 metrów, posiadają większe ładownie i dysponują większą dzielnością morską). Złowione krewetki zostają jeszcze na pokładzie kutra, poprzez przegotowanie poddane procesowi przetwórstwa.